# Denis Greslin
«  Occidentalis (association) » redirige ici. Pour les autres significations, voir Occidentalis.
Denis Greslin est un militant politique et associatif français né le 4 novembre 1973 à Bayonne (Pyrénées-Atlantiques).

## Biographie
Il adhère au Front national en 1986, parti pour lequel il sera candidat à plusieurs reprises entre 1993 et 1998 (élections cantonale, législative et régionale).
Il est secrétaire départemental du Front national de la jeunesse des Pyrénées-Atlantiques de 1991 à 1998, membre du Conseil national, major de l'Université d'été du Front national de la jeunesse.
En 1998, il fait partie des cadres qui quittent le FN avec Bruno Mégret. Il crée la fédération du Mouvement national républicain (MNR) des Pyrénées-Atlantiques, où il se distingue par des prises de position très agressives envers le nationalisme basque et ceux qui le soutiennent. Il est de nouveau candidat à plusieurs élections sous les couleurs MNR.
En 2002, il démissionne et cesse toute activité politique, à la suite de désaccords avec la ligne politique du MNR en matière de politique internationale. Ses positions pro-Israël et pro-États-Unis ne correspondent pas à la philosophie générale de l'extrême droite. Il se rapproche des sites internet anti-islam, où il signe de son véritable nom, dont le notoire SOS-Racaille, ce qui lui vaudra 2 jours de garde à vue en juin 2003, sans qu'aucune charge ne soit retenue contre lui. 
La fin de SOS-Racaille et ses ennuis judiciaires l'incitent à créer son propre site, Occidentalis, puis l'association homonyme en juillet 2003. Cette association se caractérise par des textes très durs et critiques contre l'islam, et par son soutien affiché à ceux qui combattent cette religion, en particulier en France. Il est par ailleurs signataire de la pétition réclamant une grâce présidentielle pour Michel Lajoye.
En 2006, il rejoint le MPF de Philippe de Villiers, seul parti selon lui à dénoncer l'islamisation de la France. À l'issue du 1er tour des élections présidentielles, il appelle à voter Nicolas Sarkozy, afin « de faire barrage à la gauche socialo-marxiste ». Pressenti pour être candidat en juin 2007 aux élections législatives sous l'étiquette MPF dans la 3e circonscription des Pyrénées-Atlantiques, il décline finalement et appelle à voter dès le premier tour pour la candidate UMP.
En juin 2007, il lance un mensuel satirique, La Poule déchaînée (dont le nom est un détournement de celui du Canard enchaîné), avant tout critique envers l'Islam.

## Occidentalis
Occidentalis était une association loi de 1901 créée en juillet 2003, née d'un site web fondé par Denis Greslin. L'association se donnait pour mission de défendre les valeurs occidentales et de s'opposer à l'islam et à l'islamisme. Elle s'est autodissoute en 2007.

### Idéologie
Selon son principal animateur, Occidentalis ne propose pas de programme politique, ne soutient pas de parti politique, mais exprime sur son site une opposition exclusive envers l'islam. Le site use notamment du mot d'ordre : « Pour que la France ne devienne jamais une terre d'islam », et a pour slogan islamovigilance.
L'association juge l'islamisme totalitaire et antisémite, et le compare souvent au nazisme ou au fascisme.
Les articles de son site internet se focalisent sur la critique de l'islam, et notamment du Coran. Ils dénoncent notamment la Charia et les persécutions religieuses, notamment contre les chrétiens, dans les pays musulmans. Les membres de l'association utilisent des citations du Coran, des Hadith et font référence à la biographie de Mahomet afin de justifier leur opposition l'islam.

### Causes défendues
À travers son site internet, l'association soutient Ayaan Hirsi Ali, Robert Redeker ou le professeur certifié d'histoire Louis Chagnon dans son procès en diffamation contre le MRAP. Elle s'oppose à l'adhésion de la Turquie à l'Union européenne. Durant le conflit au Liban en 2006, elle a soutenu Israël et a dénoncé ce qu'elle estime être un parti pris des médias occidentaux sur ce conflit.

### Opposants
Occidentalis est l'objet de critiques de la part du MRAP, de Commission nationale consultative des droits de l'homme (CNCDH), qui l'inclut dans une liste de sites extrémistes et racistes et comme une émanation du site SOS-Racaille maintenant disparu.
Le site SOS-islam contesta les conclusions de ce rapport en faisant remarquer que l'auteur de celui-ci, Gérard Kerforn, était un membre important du MRAP, et le considère donc comme partie prenante dans le conflit opposant le MRAP et Occidentalis.
L'association avait également des opposants nationalistes qui critiquaient son positionnement pro-américain et pro-israélien.